# The Cost of Loving
The Cost Of Loving è un album del gruppo degli Style Council pubblicato nel 1987.

## Descrizione
Quest'album vede il gruppo concentrarsi sugli stili del R&B, che negli anni ottanta si stava diffondendo in America. Le atmosfere urbane contemporanee di The Cost of Loving hanno rappresentato uno scossone per i fan, abituati a quel mix continentale di soul, jazz e folk europeo che aveva caratterizzato i due album precedenti del gruppo. L'etichetta statunitense Geffen, sentiti i brani, ha subito deciso di lasciar fuori il gruppo dalla propria scuderia. Alla fine è stata la PolyGram ad accettare di pubblicare l'album negli Stati Uniti, sostituendo però la tanto criticata copertina color arancione internazionale. A Curtis Mayfield, pioniere della cosiddetta "musica soul socialmente consapevole", è stato chiesto di mixare parte del materiale dell'album, che evidenzia spunti provenienti dalla musica house e dalle sonorità di Jimmy Jam e Terry Lewis. L'edizione originale dell'album per il mercato britannico è concepita e pubblicata come doppio EP in formato 12" racchiuso in un pieghevole disegnato da Simon Halfon seguendo le idee di Weller.

## Tracce
1. It Didn't Matter – 5:46
2. Right To Go – 5:15
3. Heavens Above – 6:14
4. Fairy Tales – 4:09
5. Angel – 4:32
6. Walking The Night – 4:34
7. Waiting – 4:23
8. The Cost Of Loving – 4:19
9. A Woman's Song – 3:04

## Formazione
- Paul Weller - voce
- Dee C. Lee - voce
- Mick Talbot - tastiera
- Steve White - batteria

## Classifiche
| Classifica (1987) | Posizione massima |
| ----------------- | ----------------- |
| Australia         | 24                |
| Canada            | 58                |
| Germania          | 45                |
| Giappone          | 6                 |
| Italia            | 9                 |
| Nuova Zelanda     | 35                |
| Paesi Bassi       | 23                |
| Regno Unito       | 2                 |
| Stati Uniti       | 122               |
| Svezia            | 46                |